# 소토족

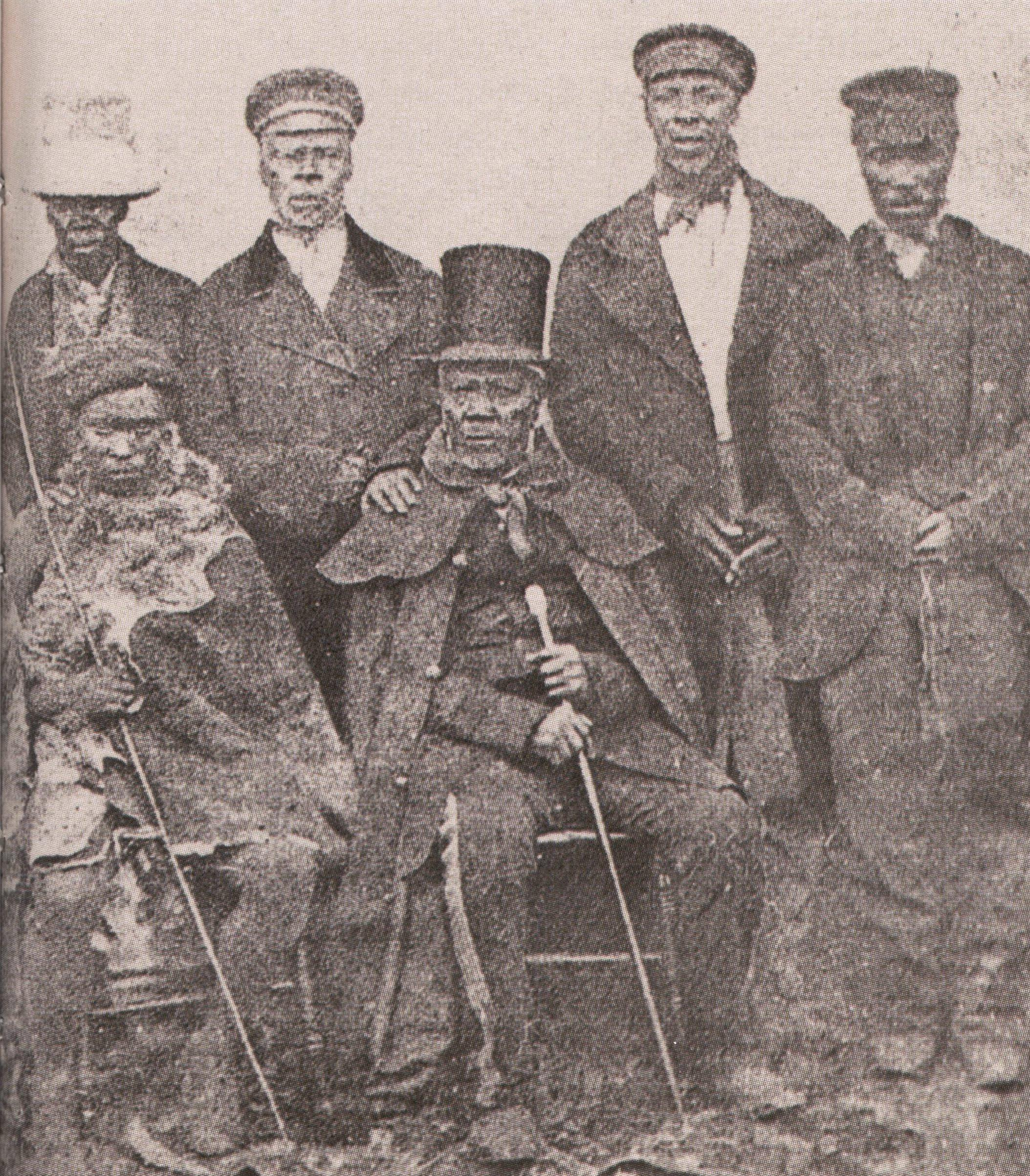

소토족(Sotho) 또는 바소토족(Basotho)은 남부 아프리카가 원산지인 반투족이다. 바소토족은 기원후 5세기경부터 남아프리카 레소토 지역에 거주해 왔다. 이들은 식민주의의 결과로 시간이 지남에 따라 다른 씨족으로 나뉘었다. 남부 아프리카에는 세 가지 유형의 바소토 그룹이 있다. 즉, 자유 국가와 레소토에서 발견되는 남부 소토, 림포포, 가우텡, 음푸말랑가주에서 발견되는 북부 소토, 현재 북부 서부와 보츠와나에서 발견되는 츠와나로 더 잘 알려진 서부 소토이다. 영국인과 보어인(네덜란드 후손)은 1800년대 후반에 바소토 땅을 서로 나누었다. 레소토는 모슈슈 1세(Moshoeshoe I)와 네덜란드 후손 사이의 토지 분쟁 이후 1869년 알리왈 노스(Aliwal North) 협약에서 정착민들에 의해 만들어졌다.
레소토의 남부 바소토 정체성은 1868년 제3차 바소토 전쟁에서 보어인들이 모슈슈 1세를 물리친 후 레소토를 건국하면서 오렌지 프리스테이트의 형성을 이끌었다. 오늘날 대부분의 남부 바소토는 발강(Vaal, 하우텡주 남부), 레소토 또는 나중에 보어인들이 영국과의 전쟁에서 패한 후 남아프리카의 주가 된 자유주에 살고 있다. 모슈슈가 현대 레소토와 자유 국가를 만든 남부 바소토 씨족 중 일부를 통합했을 때 모슈슈 왕국의 일부가 아니었던 남부 바소토인 중 일부는 발강에 살고 있으며 일부는 콰줄루나탈주 및 이스턴케이프주의 일부에서 발견된다.

## 같이 보기
- 츠와나인